# Alec Kann
Alec Kann (* 8. August 1990 in Decatur) ist ein US-amerikanischer Fußballspieler, der meist als Torwart eingesetzt wird.

## Karriere

### Jugend und Amateurfußball
Kann spielte während seiner Zeit an der Furman University für die Fußballmannschaft seiner Universität, den Furman Paladins. Für diese absolvierte er 44 Spiele. 2010 spielte er außerdem in der Premier Development League für die Mississippi Brillas. 

### Vereinskarriere
Kann unterzeichnete seinen ersten Profivertrag bei Charleston Battery in der United Soccer League am 23. März 2012. Er war im Jahr 2012 bei allen Spielen im Kader, kam jedoch nicht zu einem Einsatz. Am 19. März 2013 unterzeichnete er einen Vertrag beim MLS-Franchise Chicago Fire. Im Juni 2014 wurde Kann zu den Charlotte Eagles und im März 2015 zum Saint Louis FC ausgeliehen. Nachdem er zu Chicago Fire zurückgekehrt war, absolvierte er sein erstes MLS-Spiel am 26. Oktober 2015 bei der 1:2-Niederlage gegen die New York Red Bulls.
Nach der Saison 2015 verlängerte Chicago seinen Vertrag nicht und Kann nahm am MLS Re-Entry Draft 2015 teil. Dort wurde er von Sporting Kansas City gewählt und unterschrieb dort einen Vertrag. Am 13. Dezember 2016 wurde Kann im MLS Expansion Draft von Atlanta United ausgewählt.
Seit der Saison 2022 steht er im Kader des FC Cincinnati.